# Groupe de NGC 1316
Le groupe de NGC 1316 est un groupe de galaxies situés dans les constellations du Fourneau et de l'Éridan. Ce groupe de galaxies fait partie de l'amas du Fourneau. La distance moyenne entre ce groupe et la Voie lactée est d'environ 25,1 Mpc (∼81,9 millions d'al).

## Membres
Le tableau ci-dessous liste les 20 galaxies du groupe de galaxies indiquées dans l'article de A.M. Garcia paru en 1993. 
| Nom                   | Const.   | Class.        | Type                            | α (J2000.0)   | δ (J2000.0)  | Vitesse radiale (km/s) | m     | Distance (Mpc) | Diamètre (kal) |
| --------------------- | -------- | ------------- | ------------------------------- | ------------- | ------------ | ---------------------- | ----- | -------------- | -------------- |
| NGC 1310              | Fourneau | SA(s)c?       | Spirale                         | 03h 21m 03.4s | -37° 06′ 06″ | 1805 ± 10              | 12,1  | 25,0 ± 1,8     | 60             |
| NGC 1316              | Fourneau | (R')SAB(s)0^0 | Lenticulaire                    | 03h 22m 41.7s | -37° 12′ 30″ | 1802 ± 3               | 8,5   | 25,0 ± 1,8     | 333            |
| NGC 1317              | Fourneau | SAB(r)a       | Spirale intermédiaire           | 03h 22m 44.3s | -37° 06′ 13″ | 1941 ± 14              | 11,0  | 27,0 ± 1,9     | 118            |
| NGC 1341              | Fourneau | SAB(s)ab      | Spirale intermédiaire           | 03h 27m 28.4s | -37° 09′ 00″ | 1876 ± 3               | 11,8  | 26,2 ± 1,8     | 52             |
| NGC 1350              | Fourneau | (R')SB(r)ab   | Spirale barrée                  | 03h 31m 08.1s | -33° 37′ 43″ | 1905 ± 3               | 10,3  | 26,5 ± 1,9     | 144            |
| NGC 1365              | Fourneau | SB(s)b        | Spirale barrée                  | 03h 33m 36.4s | -36° 08′ 25″ | 1636 ± 1               | 9,6   | 22,7± 1,6      | 220            |
| NGC 1380              | Fourneau | SA0           | Lenticulaire                    | 03h 36m 27.6s | -34° 58′ 34″ | 1877 ± 12              | 9,9   | 26,3 ± 1,9     | 139            |
| NGC 1381              | Fourneau | SA0?          | Lenticulaire                    | 03h 36m 31.7s | -35° 17′ 43″ | 1724 ± 9               | 11,5  | 24,0 ± 1,7     | 74             |
| NGC 1382              | Fourneau | SAB(s)0-?     | Lenticulaire                    | 03h 37m 08.9s | -35° 11′ 42″ | 1740 ± 17              | 12,9  | 24,3 ± 1,7     | 40             |
| NGC 1404              | Éridan   | E1            | Elliptique                      | 03h 38m 51.9s | -35° 35′ 40″ | 1947 ± 4               | 10,0  | 27,4 ± 1,9     | 237            |
| IC 335                | Fourneau | S0            | Lenticulaire                    | 03h 35m 31.0s | -34° 26′ 49″ | 1619 ± 6               | 12,1  | 22,4 ± 1,6     | 73             |
| NGC 1326A (PGC 12783) | Fourneau | SB(s)m        | Spirale barrée magellanique     | 03h 25m 08.5s | -36° 21′ 50″ | 1831 ± 1               | 13,2  | 25,4 ± 1,8     | 49             |
| NGC 1427A (PGC 13500) | Éridan   | IB(s)m        | Irrégulière barrée magellanique | 03h 40m 09.3s | -35° 37′ 28″ | 2028 ± 1               | 12,4  | 28,6 ± 2,0     | 76             |
| NGC 1316C (PGC 12769) | Fourneau | (R')SA0^0^?   | Lenticulaire                    | 03h 24m 58.4s | -37° 00′ 34″ | 1800 ± 5               | 13,4  | 25,0 ± 1,8     | 33             |
| ESO 357-12            | Fourneau | SB(s)d        | Spirale barrée                  | 03h 16m 52.8s | -35° 32′ 26″ | 1567 ± 1               | 12,41 | 21,4 ± 1,5     | 83             |
| ESO 357-25            | Fourneau | SAB0^0^?      | Lenticulaire                    | 03h 23m 37.2s | -35° 46′ 42″ | 1823 ± 29              | 13,51 | 25,3 ± 1,8     | 37             |
| ESO 358-51            | Fourneau | S0/a?         | Lenticulaire                    | 03h 41m 32.6s | -34° 53′ 18″ | 1724 ± 6               | 12,06 | 24,1 ± 1,7     | 26             |
| ESO 358-63            | Fourneau | I0?           | Irrégulière                     | 03h 46m 19.0s | -34° 56′ 37″ | 1929 ± 2               | 10,15 | 27,2 ± 1,9     | 135            |
| MCG -6-8-24           | Fourneau | SA0-?         | Lenticulaire                    | 03h 31m 08.2s | -36° 17′ 25″ | 1813 ± 15              | 14,57 | 25,3 ± 1,8     | 19             |
| MCG -6-9-8            | Fourneau | SA0-?         | Lenticulaire                    | 03h 36m 54.3s | -35° 22′ 29″ | 1693 ± 3               | 14,63 | 23,6 ± 1,7     | 21             |

Le site DeepskyLog permet de trouver aisément les constellations des galaxies mentionnées dans ce tableau ou si elles ne s'y trouvent pas, l'outil du site constellation permet de le faire à l'aide des coordonnées de la galaxie. Sauf indication contraire, les données proviennent du site NASA/IPAC.